# Stavrodromi (Erymanthos)
Stavrodromi (griechisch Σταυροδρόμι (n. sg.)) ist ein Dorf im Gemeindebezirk Tritea der Gemeinde Erymanthos in der Region Westgriechenland mit 143 Einwohnern. Mit drei umliegenden Orten bildet Stavrodromi eine Dimotiki Kinotita mit 297 Einwohnern (2021).

## Verwaltungszugehörigkeit und Bevölkerungsentwicklung
Als Renesi (Ρένεσι) gehörte der heutige Ort Xirochori ab 1835 innerhalb der damaligen Präfektur Achaia und Ilida zunächst zur Gemeinde Erymanthia und ab 1841 zur Gemeinde Tritea. Gemeinsam mit den Orten Paleokosteika und Panouseika bildete das Dorf Renesi von 1912 an die Landgemeinde Renesi (Κοινότητα Ρενεσίου Kinótita Renesíou), 1928 erfolgte die Umbenennung von Dorf und Landgemeinde Renesi in Xirochori (Κοινότητα Ξηροχωρίου Kinótita Xirochoríou). Der Wechsel zur neugeschaffenen Präfektur Achaia wurde 1930 umgesetzt. Nach der Umbenennung von Paleokosteika in Rachi 1955 folgte zunächst 1961 die Anerkennung von Stavrodromi als Siedlung, der Wechsel zur Gemeindeverwaltung 1968 und schließlich 1970 die Umbenennung als Landgemeinde Stavrodromi (Κοινότητα Σταυροδρομίου Kinótita Stavrodromíou). Mit der Gebietsreform 1997 wurde Stavrodromi zusammen mit 13 weiteren Landgemeinden zur Gemeinde Tritea zusammengelegt. Im Zuge der Verwaltungsreform 2010 wurde Tritea zusammen mit drei weiteren Gemeinden als Gemeindebezirk zur Gemeinde Erymanthos fusioniert, Stavrodromi wurde Ortsgemeinschaft (topikí kinótita). Seit 2021 werden alle lokalen Gebietskörperschaften als Dimotiki Kinotita bezeichnet.
| Name        | griechischer Name    | Code       | 1920 | 1928 | 1940 | 1951 | 1961 | 1971 | 1981 | 1991 | 2001 | 2011 | 2021 |
| ----------- | -------------------- | ---------- | ---- | ---- | ---- | ---- | ---- | ---- | ---- | ---- | ---- | ---- | ---- |
| Stavrodromi | Σταυροδρόμι (n. sg.) | 3704040101 |      |      |      |      | 072  | 054  | 135  | 192  | 254  | 153  | 143  |
| Xirochori   | Ξηροχώρι (n. sg.)    | 3704040102 | 214  | 110  | 108  | 145  | 094  | 055  | 087  | 098  | 074  | 069  | 054  |
| Panouseika  | Πανουσαίικα (n. pl.) | 3704040103 |      | 061  | 053  | 059  | 083  | 074  | 069  | 082  | 093  | 029  | 049  |
| Rachi       | Ράχη (f. sg.)        | 3704040104 |      | 055  | 068  | 121  | 112  | 080  | 112  | 085  | 115  | 027  | 051  |
| Gesamt      | Gesamt               | 37040401   | 214  | 226  | 229  | 325  | 361  | 263  | 448  | 457  | 536  | 278  | 297  |